# Е Ши
Е Ши (кит. упр. 叶适, пиньинь Yè Shì) по прозванию Чжэнцзэ (кит. 正则), также писал под псевдонимом «господин Шуйсинь» (кит. 水心先生) (1150 − 1223) — китайский философ, неоконфуцианец, политический деятель, литератор.
Е Ши сдал экзамены на высшую учёную степень цзиньши, занимал высокие государственные посты, удостоен особых отличий за заслуги в военных кампаниях против чжурчжэньского государства Цзинь. Попав в опалу, посвятил себя преподаванию и учёным занятиям. По месту рождения Е Ши его философскую школу называют «школой Юнцзя».
Основные сочинения: «Си сюэ цзи янь» («Записки и высказывания по поводу учения»), «Шуйсинь сяньшэн вэньцзи» («Собрание сочинений учителя Шуйсиня»), «Бе цзи» («Собрание произведений о чуждом»).